# Lijst van bekende Indiërs
Dit is een lijst van bekende Indiërs. Ook zijn personen opgenomen die niet afkomstig uit India zijn, maar die in de geschiedenis van het land een rol hebben gespeeld.
Heersers:
- Samudra-Gupta

Mythologie:
- Manu

Natuurkundigen:
- Subramanyan Chandrasekhar
- Chandrasekhara Venkata Raman

Politici:
- Mahatma Gandhi

Regisseuren:
- M. Night Shyamalan

Ruimtevaarders:
- Kalpana Chawla
- Rakesh Sharma

Schakers:
- Viswanathan Anand

Schrijvers:
- Rabindranath Tagore

Religieuzen:
- Krishna
- Shankara
- Siddharta Gautama (de Boeddha)
- Hazrat Inayat Khan

Wiskundigen:
- Srinivasa Aaiyangar Ramanujan

Personen niet afkomstig uit India, die in de geschiedenis van het land een rol hebben gespeeld:
- Pedro Álvares Cabral
- Thomas de Conway
- Vasco da Gama
- Alexander de Grote
- Tenzin Gyatso (14e dalai lama)
- Moeder Teresa
- Fa Xian